# (418) Alemannia
(418) Alemannia – planetoida z pasa głównego asteroid okrążająca Słońce w ciągu 4 lat i 64 dni w średniej odległości 2,59 j.a. Została odkryta 7 września 1896 roku w Landessternwarte Heidelberg-Königstuhl w Heidelbergu przez Maxa Wolfa. Nazwa planetoidy pochodzi od Alemannia, nazwy studenckiego bractwa na Uniwersytecie w Heidelbergu. Przed jej nadaniem planetoida nosiła oznaczenie tymczasowe (418) 1896 CV.